# Mahmoud al-Werfalli
Mahmoud Mustafa Busayf al-Werfalli, né le 9 février 1978  et mort le 24 mars 2021 à Benghazi, est un militaire libyen.    
Il est connu pour être apparu dans huit vidéos publiées entre 2016 et 2018 filmant des exécutions sommaires et extra-judiciaires d'individus désarmés et détenus. On l'y voit abattre lui-même les hommes ou donner des ordres en ce sens. La mise en scène ainsi que la diffusion par un organe de la brigade chargé spécifiquement des médias rappelle les pratiques de l'Etat islamique. Les faits, qualifiés de crime de guerre commis durant le conflit en Libye (première et deuxième guerre civile), font l'objet de poursuites par la Cour pénale internationale. Pour la première fois, la Procureure appuie ses demandes de mandat d'arrêt principalement sur des preuves issues de publications sur les réseaux sociaux, c'est-à-dire collectées en open source.   

## Biographie

### Carrière militaire
Mahmoud al-Werfalli est membre des Ouarfalla, tribu fidèle à Mouammar Kadhafi et dans laquelle de nombreux membres des forces de sécurité de l'ex chef d'État sont recrutés. Il commence sa carrière dans les forces armées de la Jamahiriya arabe libyenne en 2000 après avoir obtenu son diplôme dans une académie militaire du pays. 

## Insurrection libyenne de 2011
Dès février 2011, dans le contexte de la première guerre civile libyenne, l'unité d'élite al-Saiqa (en) fait défection des forces régulières, opérant désormais sous le commandement du Colonel Wanis Bukhmada. De son côté, al-Werfalli attend la mort de Kadhafi pour rejoindre les rangs de ce groupe rebelle. 
Lors de l'opération Dignity lancée le 16 mai 2014 par l'Armée nationale libyenne (autoproclamée et sous la direction du maréchal Khalifa Haftar), l'unité al-Saiqa participe aux combats, notamment contre le Conseil de la Choura des révolutionnaires de Benghazi. Les hostilités, afin de contrôler Benghazi, durent au moins jusqu'en mars 2017. 
Entre juin 2016 et juillet 2017, l'unité réalise sept vidéos filmant des exécutions d'individus désarmés. Elles sont publiées sur les réseaux sociaux,, afin d'accroître l'effet sur la population. Dans l'une d'entre elles, Mahmoud al-Werfalli abat lui-même trois personnes contre un mur tandis que dans d'autres, il est présent au côté de ses subordonnés. Les corps sont retrouvés postérieurement dans des décharges. Des similitudes avec Daech sont relevées. D'une part, selon Stéphanie Maupas, correspondante pour Le Monde, la mise en scène s'en « inspire directement » : dans la dernière vidéo datée du 17 juillet 2017, dix-huit condamnés, vêtus d'une tenue orange, encapuchonnés, les mains liées dans le dos et agenouillés, sont abattus à bout portant après le prononcé de la sentence. D'autre part, The Irish Times rappelle qu'entre 2014 et 2016, l'organisation met en ligne des vidéos d'exécution d'otages occidentaux réalisées, pareillement, par une branche chargée des médias. Certains lieux sont identifiés par Bellingcat grâce notamment à la géolocalisation, Ce travail du collectif de chercheurs et journalistes permet aussi de confirmer la date de la dernière exécution puisque les images satellites font apparaître de nouvelles tâches de sang s'échappant des cadavres. La plateforme Youtube est contrainte de s'excuser après la suppression « par erreur » de trois vidéos du collectif. Le Haut-Commissariat des Nations unies aux droits de l'homme documente les faits et demande une enquête approfondie,.

## Accusation de crimes de guerre par la Cour pénale internationale

### Lancement de mandats d'arrêt
Un mandat d'arrêt est délivré à son encontre  le 15 août 2017 par la Cour pénale internationale. Celui-ci vise les charges de crime de guerre par meurtre commis dans un contexte de conflit armé non international. Mahmoud al-Werfalli, en qualité de « commandant régional [...] semble être directement responsable du meurtre au total de 33 personnes à Benghazi ou dans les environs, entre le 3 juin 2016 ou avant cette date et le 17 juillet 2017 ou vers cette date, soit en les tuant personnellement, soit en ordonnant leur exécution ». Les juges précisent que « les exécutions ont été exceptionnellement cruelles, déshumanisantes et dégradantes ».  
Le 16 août, un porte-parole des forces d'élite de l'Armée nationale libyenne déclare refuser d'exécuter la décision de la Cour en considérant que celle-ci « aurait mieux fait de délivrer des mandats d'arrêts contre ceux qui ont tué des enfants, des femmes et qui ont décapité des soldats libyens à Benghazi » ; de son côté, Mahmoud al-Werfalli estime n'avoir fait qu'appliquer la « peine de mort » contre des « terroristes ». Finalement, deux jours plus tard, un communiqué de l'Armée nationale libyenne annonce qu'al-Werfalli a été arrêté, qu'il fait l'objet d'une enquête et que les autorités sont disposées à coopérer concernant le déroulement et le résultat de l'affaire,. Cette arrestation, sous pression de la communauté internationale, est de courte durée : en effet, le gradé libyen dispose du soutien des Sahawat (groupes de civils armés) et de la mouvance salafiste de l'est du pays ; les protestations à Benghazi entraînent ainsi sa libération. En septembre 2017, le maréchal Haftar déclare, en outre, au Corriere della Sera que s'il a effectivement donné l'ordre de d'arrêter Mahmoud al-Werfalli, il n'existerait, selon lui, aucune preuve contre son commandant. 
Fin janvier 2018, une nouvelle vidéo circule dans laquelle une exécution extrajudiciaire de dix personnes est filmée devant une mosquée : l'homme abattant les détenus d'une balle dans la tête est présenté comme étant Mahmoud al-Werfalli. Cet acte aurait été commis en représailles à un attentat perpétré quelque temps auparavant et ayant fait trente-quatre morts,. Dès le lendemain, la Mission d'appui des Nations unies en Libye, sur son compte Twitter, « exige [s]a remise immédiate [...] à la CPI ». Dans une vidéo publiée le 7 février, le suspect annonce qu'il se rend au poste de police militaire de la ville de Marj « pour compléter les enquêtes » de la juridiction internationale,. Le 8 février, une source militaire affirme qu'al-Werfalli a été libéré, ; Interpol émet alors une notice rouge à son nom,. À l'occasion d'un rapport daté de 2018, Fatou Bensouda soutient qu'il y a « urgence » à arrêter le suspect et que le Conseil de sécurité doit veiller à ce que la Libye exécute son obligation de coopérer. En juillet de la même année, la Cour délivre un second mandat d'arrêt à l'encontre du militaire s'agissant des nouveaux faits.      
À l'été 2019, Mahmoud al-Werfalli est promu lieutenant-colonel, action vivement critiquée par la Procureure de la CPI.       

### Analyses et caractéristiques de l'affaire
Jean-Pierre Filiu considère dans un billet publié sur son blog : 

« Le cas de Werfalli ne saurait demeurer une exception, il devrait au contraire constituer un précédent de justice enfin rendue à l’encontre de tant de responsables d’exactions en Libye. Au-delà du devenir de Werfalli, c’est bien la question de l’impunité pour les bourreaux qui est ainsi posée, surtout quand leurs crimes les rabaissent au niveau des jihadistes qu’ils prétendent combattre. On ne le répètera jamais assez : cette question ne concerne pas que la Libye. »

Le dossier se caractérise par deux particularités : d'abord, la responsabilité individuelle d'un supérieur militaire, parfois difficile à établir en droit international pénal, apparaît ici, au contraire, limpide ; ensuite, la CPI s'appuie et principalement sur des preuves dites open source pour délivrer les mandats d'arrêt : en l'espèce, des vidéos et leur transcription, ainsi que des messages, le tout diffusé sur les réseaux sociaux par les commanditaires eux-mêmes ou des personnes qui ont un lien avec la brigade. L'affaire a des points communs avec celle du malien al-Mahdi jugé pour la destruction de biens à caractère religieux et historique à Tombouctou puisque l'Accusation avait recueilli, à l'époque, des vidéos le montrant en train de commettre les actes et d'ordonner à ses subordonnés d'en faire de même. Toutefois, elle s'en écarte puisque plaidant coupable, ces preuves ne sont pas mobilisées au cours du procès. La spécificité et la notabilité du cas al-Werfalli réside donc dans le fait que si les vidéos n'avaient pas été déclarées recevables, il n'y aurait pas eu de lancement de procédure judiciaire. 
Emma Irving, assistant professor à la Leiden Law School (en), note que ce mode de preuve pose de nouveaux défis à la justice pénale internationale sur le plan de la vérifiabilité (heure, date et localisation concrètes ; non altération du support). Selon la chercheuse, l'affaire al-Werfalli illustre, en toute hypothèse, la façon dont la Cour s'adapte face aux évolutions des conflits contemporains, en particulier l'articulation entre cette forme de criminalité et les nouvelles technologies de communication, la situation libyenne n'étant pas isolée sur ce point comme le démontrent la Syrie et le Yémen. Le poids accordé à ces éléments de preuve, en fonction du stade de la procédure, est aussi questionné : en effet, si l'émission d'un mandat d'arrêt repose sur le standard « des motifs raisonnables de croire », la culpabilité doit être établie « au-delà de tout doute raisonnable »,. Le deuxième mandat d'arrêt apporte des informations concernant l'évaluation de la fiabilité et de l'authenticité des documents en open source : les juges citent un « rapport d'experts [...] établi par un institut indépendant réputé » ayant conclu à l'absence « de traces de falsification ou de manipulation » corroboré par des preuves de nature testimoniale. 

### Sanctions économiques
En décembre 2019, Mahmoud al-Werfalli est placé par le gouvernement américain sur une liste d'individus faisant l'objet de sanctions économiques,. En septembre 2020, l'Union européenne fait de même. 

## Décès
Selon une source sécuritaire, il est abattu, en compagnie de son cousin, le 24 mars 2021 par des hommes armés qui ouvrent le feu sur leur voiture dans le centre de Benghazi. L'attaque aurait été organisée par le clan Haftar, Mahmoud al-Werfalli « s'opposa[nt] frontalement à l'autorité du maréchal » à plusieurs reprises.